# 丹波・山瀬のパニックTV
『丹波・山瀬のパニックTV』（たんば・やませのパニックテレビ）は、1990年1月28日から1991年3月24日まで日本テレビ系列で放送されていた読売テレビ製作のバラエティ番組である。放送時間は毎週日曜 19:00 - 19:30 （日本標準時）。

## 概要
丹波哲郎と山瀬まみが司会を務めていた番組。
当初はトークが主体のトークバラエティ番組で、丹波たちがゲストと当時の中高生たちが関心を寄せていた物事についてトークしていた。しかし、1990年5月6日放送分で「そのまんま東の出前お見合い」という企画を行ったのを皮切りに趣向を変更。以後は「恋人ハント」や「再会」などの企画物がメインになった。
中期までは日本リーバ（後のユニリーバ・ジャパン）の一社提供番組であったが、末期には複数社による提供で放送されていた。
当番組は日本テレビ系列単独加盟局に加え、当時、他系列とのクロスネット局だった青森放送（RAB）・テレビ信州（TSB）・福井放送（FBC）・山口放送（KRY）・テレビ長崎（KTN）・テレビ大分（TOS）・テレビ宮崎（UMK）・鹿児島テレビ（KTS）でもキー局との同時ネットで放送された。一方、山形県における放送は、当時テレビ朝日系列とのクロスネット局であった本来の日本テレビ系列局の山形放送（YBC）ではなく、編成の都合により当時フジテレビ系列の山形テレビ（YTS）で放送されていた。石川県では、NNS系新局であるテレビ金沢（KTK）開局により、1990年4月からネット開始された。